# Bernard Zekri
Bernard Zekri Ouiddir, né le 28 août 1955 à Alger, est un journaliste français.

## Biographie

### Famille et études
Sa famille part s'installer en France, à Avallon dans l'Yonne, quelques années après l'indépendance de l'Algérie. Son père est huissier de justice. Il étudie à Dijon pour pratiquer le même métier que son père et obtient son diplôme, mais s'oriente vers le monde de la culture en ouvrant en 1977 avec ses amis une librairie engagée. Il fréquente les milieux d'extrême gauche, lit Foucault, Roland Barthes et les situationnistes, et « rêve de mettre le feu à la société, voire au monde. »

### Années 1980: Producteur de rap
Installé à New-York à partir de 1980, il se lie d'amitié avec Fab 5 Freddy et vit en colocation avec l'artiste Futura 2000. Il participe ainsi à l'émergence du hip hop aux États-Unis et côtoie des artistes en devenir grâce au label Celluloïd de Jean Karakos dont Afrika Bambaataa et participe à l'élaboration de plusieurs disques de rap. En 1982, il participe à l'organisation avec Jean Karakos et Jacques Massadian, de la première tournée hip hop en France, le New York City Rap Tour avec le Rock Steady Crew, Futura 2000, Dondi, Phase 2, Rammellzee, Fab 5 Freddy, Grand Mixer DXT, Afrika Bambaataa, The Infinity Rappers et la troupe de double dutch World Champion Fantastic Four Double Dutch. La tournée passe également à Londres et Los Angeles et serait considérée comme le premier événement hip hop mondial sur scène. De 1979 à 1985, il est producteur de rap, il produit musicalement plusieurs titres ayant marqué les débuts du hip hop comme avec le groupe Time Zone (en) et le titre "Wild Style" qui devient un classique du breakdance et également pour Fab 5 Freddy et B-Side pour le titre "Change The Beat" qui est l'un des titres les plus samplés au monde.

### Depuis 1985: Journaliste
Il rentre en France où il rejoint le magazine Actuel en tant que grand reporter (titre honorifique et statut administratif du fait se sa spécialité dans la musique rap). Il y reste de 1985 à 1994. Il travaille ensuite pour Canal+ et fait venir de Radio Nova Omar et Fred, Éric et Ramzy, Jamel Debbouze sur la chaîne cryptée.
Entre 2001 et 2008, il est directeur de la rédaction de la chaîne d'information I-Télé (CNews), qu'il quitte en 2009 pour prendre la direction des Inrockuptibles mais l'arrivée d'Audrey Pulvar le pousse vers la sortie.
En octobre 2012, il prend la direction de l'agence CAPA en remplacement d'Hervé Chabalier. Mais l'agence va être rachetée par TF1 et en janvier 2014, il part pour assister Jamel Debbouze dans le développement de ses activités audiovisuelles au sein de Kissman Productions, avec la visée de développer la présence numérique du Comedy Club,. L'émission s'étant arrêtée d'être produite en 2008 pour Canal+, il gère alors son site Web.
Il est nommé directeur général des Nouvelles Editions indépendantes en octobre 2015, administrateur et vice-président des Inrockuptibles en décembre 2015, puis directeur général de Radio Nova en mai 2016 à la suite de son rachat par Matthieu Pigasse. Dès la rentrée 2016, il réorganise la grille de programmes et installe Édouard Baer aux commandes de la matinale. Après l'arrivée à la tête des Nouvelles Editions indépendantes d'Emmanuel Hoog, Bernard Zekri abandonne ce poste mais demeure directeur général de Radio Nova.
En mars 2019 Yassine Belattar, l'un des animateurs de Nova est mis en examen pour « menaces de mort », « menaces de crimes réitérées », « envois réitérés de messages malveillants » et « harcèlement moral ».  Contacté par Libération, Bernard Zekri le défend et le maintient à l’antenne : « Je suis assez attaché à la présomption d’innocence. Les articles qui alignent des témoignages, je les lis avec intérêt. Maintenant j’attends que la justice se prononce ».
En décembre 2019, Emmanuel Hoog devient le directeur général de Nova Press, qui comprend notamment Radio Nova remplaçant ainsi Bernard Zekri qui quitte ses fonctions.

## Vie privée
Bernard Zekri est le père de deux filles d'une première union, Ava et Stella, et une fille fruit d'une deuxième union, Suzanne.